# 邪馬壹国説
邪馬壹国説（やまいちこくせつ）とは日本思想史学者の古田武彦が主張した邪馬台国に関する説である。論文「邪馬壹国」（『史学雑誌』に掲載）、著書『「邪馬台国」はなかった』、その他『市民の古代』、『なかった』等で主張された。

## 概要
『魏志』（魏志倭人伝）の刊本はどれも例外なく邪馬壹国（邪馬壱国）か邪馬一国となっている。これを邪馬台国（邪馬臺国）とするのは根拠に乏しい。
「『邪馬台国』はなかった」では、論拠として以下のことが挙げられている。
- 三国志全巻の「臺」「壹」の用例を全て調べ上げたが、取り違えて「壹」と誤記していると思われるところはなかった
- 三国志全巻で「臺」は魏朝の王宮またはそれに準ずる王宮にしか使われない「至高の文字」だった。「邪」「馬」「卑」などの卑字をあてられる蛮族の国名に、至高の文字を割り当てることは、三国志筆者の思想からして有りえない。
- 現存する三国志の基となった注釈版では、五世紀時点には残っていた他の版と厳密に比較して慎重に意見を付しても原文改訂を行わないのが執筆者の方針だったが、「邪馬壹国」表記に何も注釈を残していない。このことから、当時のすべての版で「壹」と書かれていたと思われる。
- 三国志成立の三世紀から、現存する版が書かれた五世紀まで、金石文で「臺」と「壹」の字形が似ていたかどうかを調べたが、誤記するほど似ていたとは言えない。

『後漢書』などには邪馬台国とあるものの、『梁書』の例もある通り「魏志倭人伝」以外の全てが邪馬台国というわけではなく、邪馬台国が正しいとする根拠にはならない。
邪馬台国は邪馬壹国よりも狭義の意味での国家と考えられる。（後漢書を見る限り、邪馬台国は倭王のいるところを指す地名のようなものと思われる）邪馬壹国は九州にある国である。
なお、古田武彦は、三国志などの使用例を鑑みれば、「邪」（神秘的な）、「馬」（家畜のようになついている）、「壹」（二心なく天子に敬意を尽くす）のような好感を持ったニュアンスを含めて漢字を割り当てたと理解できるとしている。

## 比定
邪馬壱国がどこに存在したのかについては、古田武彦は博多湾岸説を提唱している。

### 博多湾岸説
博多湾岸説の概要は次のとおりである。
- 魏志倭人伝の内容については、原文改訂を一切行わず、且つ、矛盾のないように解釈すべきである。
- 帯方郡から邪馬壱国への行程記事で「里程」と「日程」が混合されているのは矛盾している。総距離が「一万二千里」とある以上、部分距離も里程で記すことが出来るはずだからである。従って、投馬国への「水行二十日」と邪馬壱国への「水行十日・陸行一月」を「帯方郡→邪馬壱国」への行程の一部分と解釈してきた通説は誤りである。
- 奴国と投馬国への道のりには「先行動詞」が存在せず、「帯方郡→邪馬壱国」への行程の一部分ではない。「傍線行程」である。
- 「主線行程」を見ると邪馬壱国は不弥国の南に位置することになる。
- 邪馬壱国への「水行十日・陸行一月」は帯方郡からの日程である。
- 上記の解釈に立った場合、対海国と一大国を「半周」したと解釈すると、魏志倭人伝における部分里程と総里程が一致し、矛盾なく解釈できる。

これをまとめると、次のようになる。
A）区間里程
1. 七千余里　　帯方郡治→狗邪韓国
2. 千余里　　　狗邪韓国→対海国
3. 方四百余里　対海国の面積
4. 千余里　　　対海国→一大国
5. 方三百里　　一大国の面積
6. 千余里　　　一大国→末盧国
7. 五百余里　　末盧国→伊都国
8. 百里　　　　伊都国→奴国（傍線行程）
9. 百里　　　　伊都国→不弥国

B）総里程
- 一万二千余里　帯方郡治→女王国

C）日程
- 水行二十日　不弥国→投馬国（傍線行程）
- 水行十日・陸行一月　帯方郡治→女王の都する所

## 問題点
- 七萬戸の邪馬壱国が何処に存在したのか明言していない、北部九州地域の博多湾岸に七萬戸の国が入る余地があるのかが問題。
- 伊都国の「伊」を「これ近し」の意味として、伊都を「これ都に近し」としているが、伊は「これ」として使われる事が有るが「これ近し」として使われる事はない。古田の考えを伊都国に当てはめると「これ都の国」となる。
- 朝鮮半島では近代になるまで道路や橋の整備がされておらず、河川や海岸沿いを使った船での往来が一般的であった。また帯方郡の太守弓遵は正始七（246）年頃に韓の反乱で戦死しており、当時の朝鮮半島の治安は極めて悪く危険な状態であった。そもそも魏志倭人伝の記述によると魏使は船で帯方郡を出発しており、途中で船を捨て道も無く危険な朝鮮半島内部をわざわざジグザグに通った理由が分からないし、下賜品等の多くの荷物を持った一向が半島内でどうやって運んだり大小の河川を越えたか疑問。
- 奴国と投馬国への道のりには「先行動詞」が存在せず、「帯方郡→邪馬壱国」への行程の一部分ではない。「傍線行程」であると主張しているが、漢籍の用例裏付けがない。